# 三菱Ki-83戰鬥機
Ki-83（日语：キ83）是第二次世界大戰時日本開發的戰鬥機，開發跟製造都由三菱重工業負責，設計者是久保富夫。
Ki-83是二戰期間日本速度最快的戰鬥機，其極速達到762公里/每小時。

## 開發過程
由於在中日戰爭中深入中國內地進行轟炸的日本陸軍攻擊機還有轟炸機遭受到了以美國志願軍為主的盟軍空軍的攻擊承受了一定的損失，加上日本陸軍部對於戰略轟炸有了更進一步的體認與需求，因此萌生了開發一款長距離戰鬥機以期望能夠達到保護轟炸機的想法，原本的想法是單引擎的戰鬥機，但是由於陸軍又提出了百式司令部偵察機後繼機種的需求，因此最後將兩者合而為一修改為雙引擎高速長程戰鬥機。
1941年（昭和16年）5月23日，以護航陸軍轟炸機為目標，陸軍指示三菱重工業開發一款新的長距離高速戰鬥機，機體編號被定為Ki-83（キ83），陸軍提出的性能要求如下：
- 雙座，前方與後方都必須有武裝。
- 必須使用Ha104、Ha114、Ha203等級的引擎。
- 速度須達到650公里/每小時，並在未來的改裝後可突破700公里/小時。
- 武裝必須配備20mm固定式機砲以及7.7mm可迴轉式後座機槍。

為此三菱選定了配備渦輪增壓器的Ha-214 ru引擎作為動力來源，並把長距離護航作為第一優先考量開始了飛機的設計。並且於1942年（昭和17年）4月完成了全尺寸模型交付軍方審查，接著在1943年（昭和18年）完成了第一架實驗機，最後預計在1944年（昭和19年）完成驗收。
但是由於陸軍一再的提出變更設計的要求，使得開發不斷地被延誤。為了達到戰鬥機應有的靈活性以及良好的可式角度，機體應該要越小越好，陸軍要求機翼面積必須小於34平方公尺，為此三菱曾經討論要強化前方火力並且廢除後部的機槍，並考慮更換引擎將設計改為單引擎戰鬥機。 另外由於中途日本海軍也加入了共同開發的行列，並提出了海軍自己的需求與構想，使得設計方針一再改變。
最後在1943年7月8日三菱確定了最終的方案，機體為雙引擎戰鬥機並廢除了後部的機槍。這種設計同時滿足了陸軍要求在必要時可以轉為高速偵察機的需求，並保留了高空高速長程戰鬥機的優點，最後在1944年10月完成了一號原型機。

## 速度
原型機於1944年11月在各務原飛行場開始測試飛行。Ki-83因為比百式司偵重量更輕，安定性與操控性都非常的優越。雖然極速無法達到當初的目標（於9000公尺高空達到每小時704公里），但還是達到了於8千公尺高度達到每小時686.2公里的紀錄，而在中低空的5千公尺高度也有每小時655公里的速度。相對於日本其它配備渦輪增壓器的引擎毛病叢生，Ki-83配備的引擎則是罕見的表現安定。
作為日本少數配備渦輪增壓器的機種，Ki-83也出現了某些缺點，例如發動機震動引起尾部的連鎖震動導致於飛行不安定，最後增加了水平尾翼改善了這個問題。戰後美軍接收了Ki-83並且作了一系列的飛行測試，在使用高辛烷值燃油的情況下測試，Ki-83於6000公尺高度達到了每小時762公里的驚人速度。

## 衍生型號

### キ83甲
甲型最開始被計畫做為長程戰鬥機。

### キ83乙
乙型最初被設計成為偵察機。

### キ95
1941年6月，日本陸軍要求三菱重工開發百式司偵的後繼機型。於是三菱將Ki-83做出小幅度的改造，打算將將其改造為司令部偵察機。機體部分經過重新設計，後座部分與原本的型號有了極大的差別。後來由於原型機開發備延遲，加上美軍對日本城市的無差別轟炸以及地震的影響最後不了了之。

### キ103乙
攻擊機型，但是沒有完成戰爭就結束了。

## 性能數據
- 全長： 12.50 m
- 全高： 4.60 m
- 全幅： 15.50 m
- 主翼面積： 33.52平方m
- 自重： 5,980kg
- 全備重量： 8,795 kg
- 機翼荷重： 265kg/平方m
- 引擎： ハ211ル × 2 出力（2,200hp × 2 ，總共4,400hp）
- 最大速度： 762 km/h(10,000m)
- 巡航速度： 450km/h(4,000m)
- 實用上昇高度： 12,650 m
- 航程距離： 2,219 km（3,500km落下タンク装備時）
- 武裝
  - ホ155-I 30 mm機関砲 × 2 （機首装備）
  - ホ5 20 mm機関砲 × 2 （機首装備）
  - 炸彈 50 公斤 × 2
- 乗員： 2名

（設計時的數據）

### 書籍
- 松葉稔 『航空機の原点 精密図面を読む10 日本陸軍戦闘機編』 酣燈社、2006年。ISBN 4-8735-7222-3　p114～p125
- 小川利彦 『幻の新鋭機』 光人社NF文庫、2003年。ISBN 4-7698-2142-5
- 橋立伝蔵 『日本陸軍機キ番号カタログ』 文林堂、1997年。
- 古峰文三 『陸海軍試作戦闘機』「キ83」 歴史群像太平洋戦史シリーズ31、学習研究社、2001年。

## 外部連結
- キ83（页面存档备份，存于）